# Milton (automòbil)
Milton fou una marca catalana d'automòbils, fabricats pels germans Antoni i Pere Mata a Vilafranca del Penedès entre 1967 i 1969. El seu únic model, conegut com a Seat Milton o Seat 600 Milton, era un més dels nombrosos derivats del Seat 600 que varen sorgir a Catalunya durant les dècades de 1960 i 1970, i ha estat considerat el primer spider de fabricació nacional produït en sèrie (fins aleshores, només se n'havia vist algun prototipus del carrosser Pere Serra).

## Història
El Milton fou presentat en el Saló de l'Automòbil de Barcelona que es va celebrar el mes de març de 1967. El disseny de la seva carrosseria de fibra de vidre era obra dels germans Mata. Per tal de poder incorporar la mecànica del Seat 600 D en aquest descapotable esportiu, l'autobastidor Seat tipus BU original es va haver de reforçar i es varen modificar també la suspensió i els frens. Al Milton hi convivien elements d'altres models de Seat i també d'altres fabricants com ara Renault (els pilots del darrere eren de Renault 8) o DKW (els fars anteriors eren d'aquesta marca).
El preu del Milton era de 105.000 pts la versió normal i 119.000 l'equipada amb motor preparat (gairebé el mateix preu del Seat 850 Coupé en la seva versió normal a l'època). La producció en va ser molt limitada: a banda del prototipus inicial, entre 1967 i 1968 se'n fabricaren un total de 36 unitats.